# Meiothecium tenuirete
Meiothecium tenuirete är en bladmossart som beskrevs av Hugh Neville Dixon 1938. Meiothecium tenuirete ingår i släktet Meiothecium och familjen Sematophyllaceae. Inga underarter finns listade i Catalogue of Life.